# 다카쿠스 준지로

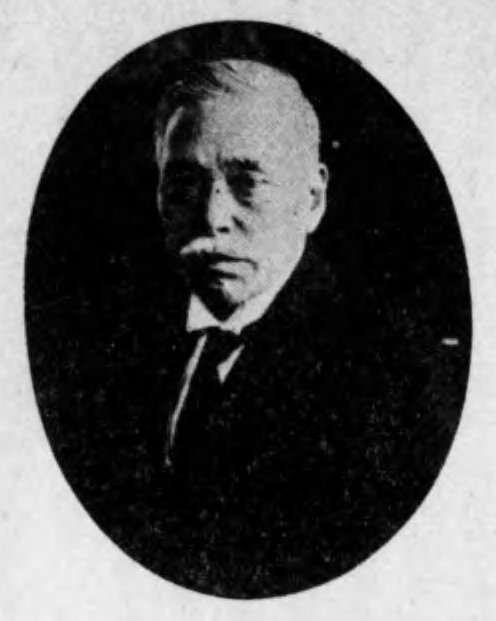

다카쿠스 준지로(일본어: 高楠順次郎, 게이오 2년 5월 17일(1866년 6월 29일) ~ 쇼와 20년(1945년) 6월 28일)는 일본의 불교학자이자, 인도학자이다. 동경제국대학 명예교수. 1912년, 제국학사원 회원이 되었고, 1944년 문화훈장을 받았다.
편저서로는 와타나베 가이쿄쿠 등과 함께 편찬한 『다이쇼 신수 대장경(大正新脩大蔵経)』, 『남전대장경(南伝大蔵経)』, 『우파니샤드 전서』 등이 있다.